# Charles Cousin-Montauban
Charles-Guillaume-Marie-Apollinaire-Antoine Cousin-Montauban, hrabia Palicao (ur. 24 czerwca 1796 w Paryżu, zm. 8 stycznia 1878 w Wersalu) – francuski generał, premier Francji (1870).

## Życiorys
Od 1815 służył w armii, w 1823 brał udział w ekspedycji mającej przywrócić na hiszpański tron Ferdynanda VII. W latach 1831–1857 służył w Algierii, w 1855 otrzymał stopień generała dywizji, 1857-1860 zajmował stanowiska w metropolii paryskiej, a w 1860 został wysłany do Chin, by dołączyć do angielsko-francuskiej ekspedycji wysłanej, by wymusić na Chinach przestrzeganie traktatu z Tiencinu z 1858 kończącego II wojnę opiumową. 21 września 1860 pokonał duże siły chińskie pod Pa-li-ch’iao (Palikao) niedaleko Pekinu, a 12 października 1860 wkroczył do Pekinu. Światowe oburzenie wywołało rozgrabienie i spalenie przez podlegające mu oddziały pałaców letnich poza Pekinem; mimo to we Francji został uznany za bohatera i w 1862 wybrany do Senatu i mianowany przez Napoleona III hrabią Palikao. Po wybuchu wojny z Niemcami w 1870 został desygnowany na premiera przez regentkę Eugenię w sierpniu 1870, jednak jego rząd przetrwał niespełna miesiąc. Pomimo prób reorganizacji francuskich sił zbrojnych, nie był w stanie zapobiec katastrofalnej klęsce pod Sedanem, co 4 września 1870 przyczyniło się do upadku jego rządu, po którym został zmuszony do wyjazdu do Belgii.